# Chinolinezuur
Chinolinezuur is een organische verbinding die in de cellen van organismen fungeert als precursor van nicotine. Het molecuul bestaat uit twee carbonzuren die beide gehecht zijn aan een pyridine-ring. Chinolinezuur is een tussenproduct in de stofwisselingsroute van het aminozuur tryptofaan. Het is een kleurloze, vaste stof met neurotoxische eigenschappen. Chinolinezuur is mogelijk betrokken bij psychiatrische stoornissen en neurodegeneratieve processen in de hersenen. In de hersenen wordt chinolinezuur alleen geproduceerd door geactiveerde microglia en macrofagen.
Chinolinezuur ontstaat in het lichaam als een bijproduct tijdens de katabolische afbraak van tryptofaan. Deze stofwisselingsroute is essentieel voor de vorming van het co-enzym nicotinamide-adenine-dinucleotide, maar ook voor de vorming van andere verbindingen, zoals kynureenzuur die een regulerende rol hebben op het zenuwstelsel. Omdat chinolinezuur de bloed-hersenbarrière niet kan passeren, wordt het binnen de hersenen geproduceerd door microglia.
Over het algemeen wordt chinolinezuur commercieel gewonnen door de oxidatie van chinoline. Oxidators die hiervoor gebruikt worden omvatten ozon, waterstofperoxide en kaliumpermanganaat. Ook elektrolyse biedt deze mogelijkheid. Bij decarboxylering van chinolinezuur ontstaat het vitamine-derivaat nicotinezuur (niacine). Zie onderstaande reactie.